# Preferència
Preferència és un concepte utilitzat en ciències socials, particularment en economia. Assumeix una elecció real o imaginària entre certes alternatives i la possibilitat d'ordenar-les. Més generalment, es pot veure com una font de la motivació.
En ciències cognitives, les preferències individuals determinen l'elecció dels objectius.
Per exemple, se sol preferir la felicitat al patiment o a la tristesa. A més, normalment s'assumeix que se sol (encara que no sempre) preferir un major consum d'un bé normal a un consum menor.